# Raimundo Varela
Raimundo Varella Freire Júnior (Itabuna, 30 de novembro de 1947 – Salvador, 7 de setembro de 2023), mais conhecido como Raimundo Varela, foi um radialista, político e apresentador brasileiro de televisão, conhecido nacionalmente por haver criado o formato do programa Balanço Geral que se tornou uma franquia na Rede Record.

## Carreira
Raimundo Varela teve várias profissões antes de chegar à comunicação: trabalhou numa fábrica cimento, foi jogador de futebol e chegou a diretor de um clube social, quando começou sua carreira.
Começou na TV Itapoan como jurado no programa de Waldir Serrão, onde ganhou status fixo. Empolgado com o talento do jovem jurado, o diretor de programação da época quis garantir a revelação na tela. Como ex-jogador da Associação Desportiva Leônico e do Esporte Clube Ypiranga, Varela foi convidado para ser comentarista de um programa esportivo: o Papo de Bola. Em seguida, ao lado de Fernando José, se tornou âncora do programa Telesporte, ainda na TV Itapoan. O sucesso foi tanto, que eles ganharam outro programa: O Povo na TV, em 1980.
O apresentador sentiu a necessidade de iniciar outro projeto, ainda mais próximo da população. Passou a apresentar o Balanço Geral, também ao lado de Fernando José, exibido na TV e na Rádio Sociedade da Bahia. Em 1990, Varela saiu da TV Itapoan após desentendimentos com a direção da emissora, e foi para a TV Bandeirantes Bahia, onde apresentou o programa Jogo Aberto. Em 1997, o apresentador retorna à TV Itapoan após a mesma ser comprada pela Rede Record, e novamente comanda o Balanço Geral, conhecido como a “ouvidoria do povo”. Ali tinha como sua marca bater na bancada como forma de chamar a atenção das autoridades para algum problema. Foi algumas vezes pré-candidato à prefeitura soteropolitana, mas nunca chegou a disputar algum pleito.
Em 2006, depois de ficar internado no Hospital Aliança em Salvador, Raimundo Varela foi transferido para o Hospital Osvaldo Cruz em São Paulo, onde foi submetido a um transplante de fígado e rim e a operação levou a um aumento dos doadores, no estado. Desde 2020 deixou de ser o apresentador do programa, nele fazendo participações num quadro que era gravado em sua casa.

### Morte
Raimundo Varela estava se recuperando de um procedimento na Clínica Florence, que é especializada em cuidados paliativos, desde o dia 23 de agosto, após passar um período internado no Hospital Aliança, em Salvador, e morreu em 7 de setembro de 2023, aos 75 anos de idade. A causa da morte não foi divulgada. Velado no Cemitério Jardim da Saudade, onde sua cremação fora programada para ocorrer no mesmo dia do falecimento.